# Campeonato Europeo de Boxeo Aficionado de 1993
El XXX Campeonato Europeo de Boxeo Aficionado se celebró en Bursa (Turquía) entre el 6 y el 12 de septiembre de 1993 bajo la organización de la Confederación Europea de Boxeo (EUBC) y la Federación Turca de Boxeo Aficionado.

## Medallero
| Núm. | País         | Oro | Plata | Bronce | Total |
| ---- | ------------ | --- | ----- | ------ | ----- |
| 1    | Bulgaria     | 3   | 0     | 0      | 3     |
| 2    | Rusia        | 2   | 1     | 3      | 6     |
| 3    | Alemania     | 1   | 2     | 3      | 6     |
| 4    | Turquía      | 1   | 2     | 2      | 5     |
| 5    | Georgia      | 1   | 2     | 1      | 4     |
| 6    | Polonia      | 1   | 1     | 0      | 2     |
| 7    | Rumania      | 1   | 0     | 2      | 3     |
| 8    | Azerbaiyán   | 1   | 0     | 0      | 1     |
| 8    | Lituania     | 1   | 0     | 0      | 1     |
| 10   | Países Bajos | 0   | 2     | 0      | 2     |
| 11   | Hungría      | 0   | 1     | 1      | 2     |
| 12   | Eslovaquia   | 0   | 1     | 0      | 1     |
| 13   | Armenia      | 0   | 0     | 2      | 2     |
| 13   | Finlandia    | 0   | 0     | 2      | 2     |
| 13   | Ucrania      | 0   | 0     | 2      | 2     |
| 16   | Bielorrusia  | 0   | 0     | 1      | 1     |
| 16   | Gales        | 0   | 0     | 1      | 1     |
| 16   | Grecia       | 0   | 0     | 1      | 1     |
| 16   | Inglaterra   | 0   | 0     | 1      | 1     |
| 16   | Irlanda      | 0   | 0     | 1      | 1     |
| 16   | Israel       | 0   | 0     | 1      | 1     |
|      | TOTAL        | 12  | 12    | 24     | 48    |